# Fédération Internationale des Sociétés d’Aviron
Fédération Internationale des Sociétés d’Aviron (FISA) bildades den 25 juni 1892 i Turin, och är det internationella idrottsförbundet för rodd. Huvudkontoret förlades 1922 till Lausanne.
Förbundet organiserar världscupen i rodd, världsmästerskapen i rodd, juniorvärldsmästerskapen i rodd och andra internationella tävlingar.

## Medlemmar
- Afghanistan
- Albanien
- Algeriet
- Amerikanska Samoa
- Angola
- Argentina
- Armenien
- Australien
- Azerbajdzjan
- Bahamas
- Bangladesh
- Barbados
- Belgien
- Benin
- Bermuda
- Bosnien och Hercegovina
- Bolivia
- Botswana
- Brasilien
- Bahrain
- Bulgarien
- Burkina Faso
- Chile
- Colombia
- Costa Rica
- Cypern
- Danmark
- Djibouti
- Dominica
- Dominikanska republiken
- Ecuador
- Egypten
- El Salvador
- Elfenbenskusten
- Estland
- Fiji
- Filippinerna
- Finland
- Frankrike
- Förenade arabemiraten
- Ghana
- Gibraltar
- Georgien
- Grekland
- Guatemala
- Guinea
- Haiti
- Hongkong
- Honduras
- Indien
- Indonesien
- Irak
- Iran
- Irland
- Island
- Israel
- Italien
- Jamaica
- Jordanien
- Japan
- Kambodja
- Kamerun
- Kanada
- Kap Verde
- Kazakstan
- Kenya
- Kina
- Kinesiska Taipei
- Kirgizistan
- Kiribati
- Kroatien
- Kuba
- Kuwait
- Lesotho
- Lettland
- Libanon
- Libyen
- Litauen
- Luxemburg

- Madagaskar
- Malawi
- Malaysia
- Maldiverna
- Mali
- Malta
- Marocko
- Mauritius
- Mexiko
- Moçambique
- Moldavien
- Monaco
- Mongoliet
- Myanmar
- Namibia
- Nederländerna
- Nepal
- Nicaragua
- Niger
- Nigeria
- Nordkorea
- Nordmakedonien
- Norge
- Nya Zeeland
- Pakistan
- Palestina
- Panama
- Paraguay
- Peru
- Polen
- Portugal
- Puerto Rico
- Qatar
- Rumänien
- Ryssland
- Saint Vincent och Grenadinerna
- Samoa
- Saudiarabien
- Schweiz
- Senegal
- Serbien
- Singapore
- Slovakien
- Slovenien
- Somalia
- Spanien
- Sri Lanka
- Storbritannien
- Sudan
- Sverige
- Swaziland
- Sydafrika
- Sydkorea
- Syrien
- Thailand
- Tjeckien
- Tonga
- Togo
- Trinidad och Tobago
- Tunisien
- Turkiet
- Turkmenistan
- Tyskland
- Uganda
- Ukraina
- Ungern
- Uruguay
- USA
- Uzbekistan
- Vanuatu
- Venezuela
- Vietnam
- Vitryssland
- Zambia
- Zimbabwe
- Österrike

### Fotnoter
1. ↑  ”International Rowing Federation” (på engelska). CRW Flags. http://www.crwflags.com/fotw/flags/int@fisa.html. Läst 8 november 2015.